# Processo Paget

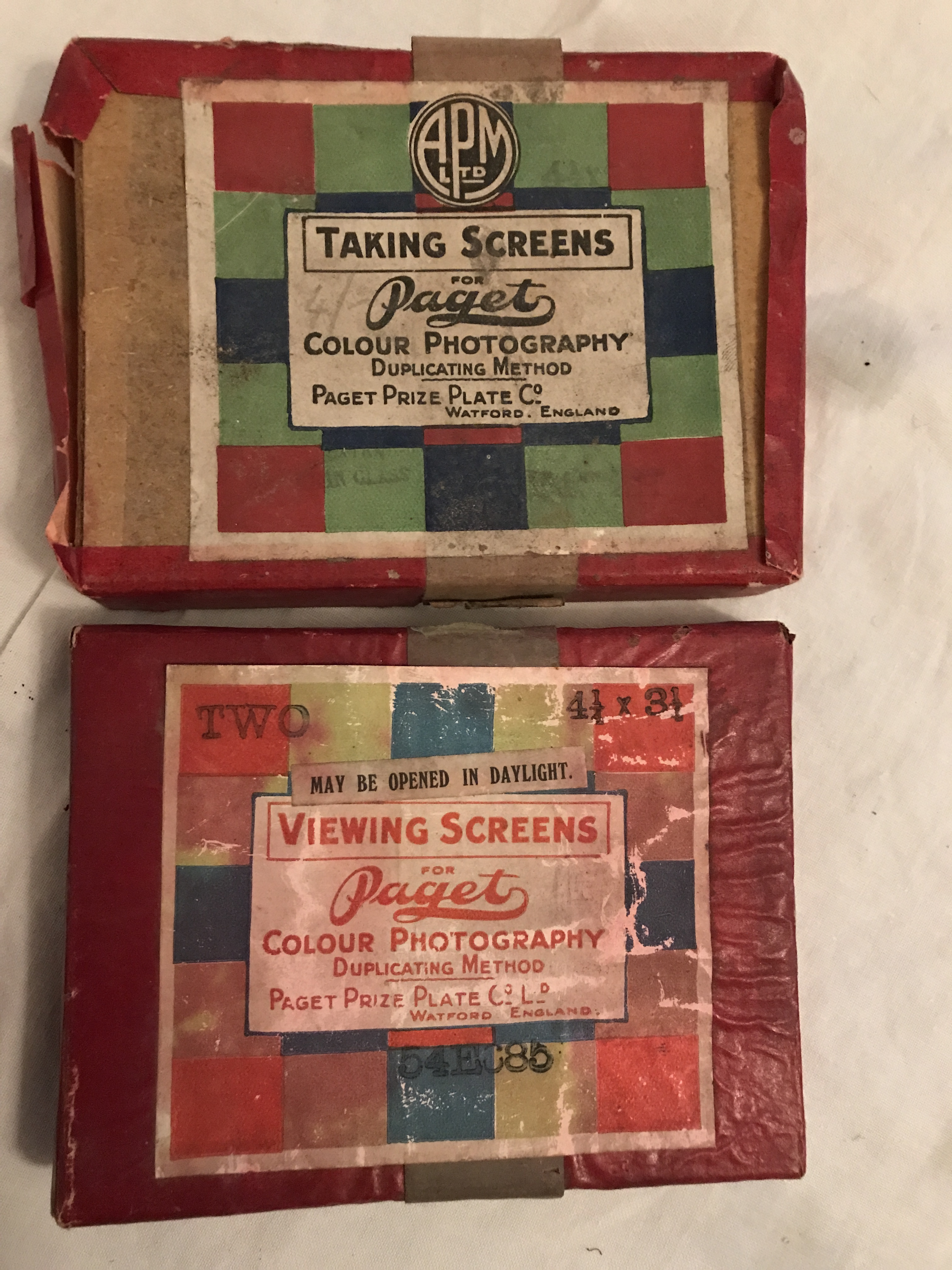
Scatole di lastre Paget

Il metodo fotografico denominato Processo Paget (Paget process) fu inventato da George Corpe Whitfield nel 1912 e brevettato l'anno seguente dalla sua ditta "Paget Prize Plate Company" che aveva aperto i battenti nel 1901 e che produceva lastre fotografiche fin da allora, di cui lui ed il padre erano due dei quattro soci fondatori. In realtà, la ditta vendeva apparecchi fotografici, agenti chimici e accessori di ogni tipo, commerciava in olio, sale e colore, si occupava di falegnameria, vetro, incisione, litografia, farmacia, apparecchiature scientifiche e molto altro.

## Storia della fotografia commerciale a colori in Gran Bretagna
Nella storia della fotografia a colori dal punto di vista dei brevetti commerciali, probabilmente il primo che fu depositato fu quello del fisico e geologo irlandese John Joly nel 1894, che al Trinity College di Dublino, oltre al fotometro per misurare la frequenza della luce, brevettò il primo processo per ottenere foto a colori, basato sugli esperimenti di Louis Ducos du Hauron, pubblicati e brevettati nel 1868 però mai commercializzati, così come il connazionale, anche lui francese, Charles Cros, nel 1877.

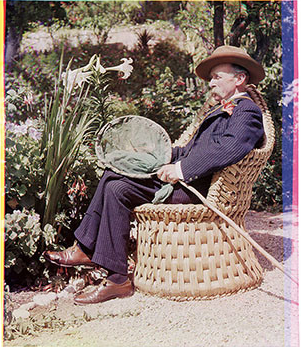
Il colonnello William Willoughby Verner, foto di Sarah Angelina Acland, 1903, metodo Sanger Shepherd

In Gran Bretagna il successivo brevetto depositato a fini commerciali fu quello di Edward Sanger Shepherd (1868–1927), titolare dell'omonima ditta, attiva dal 1900 al 1927, specializzata in attrezzature a colori, filtri, sensitometria, che fu liquidata dopo la sua morte. Sanger Shepherd inventò all'inizio del secolo un sistema di tre lastre separate a colori che, combinandosi in seguito, "assorbivano" il colore dalla gelatina (più correttamente "imbibizione"). Questo metodo fu alla base, qualche decennio dopo del Dye-transfer process della Kodak. La fotografa che più di ogni altra utilizzò questo metodo fu Sarah Angelina Acland.
Nel 1906 Clare L. Finlay brevettò un procedimento che venne chiamato e commercializzato due anni dopo col nome di "Thames Colour Screen" consistente in un processo additivo per produrre trasparenze su un'emulsione pancromatica bianconero, utilizzando una lastra colorata con cerchi rossi e verdi su sfondo blu-viola, molto diversa da quella introdotta dai fratelli Lumière con le loro autocromie, in cui la colorazione della fecola di patate era casuale. Il vantaggio del sistema Finlay era quello che poteva essere utilizzato con qualsiasi tipo di pellicola pancromatica o lastra per fotografare a colori. Nel 1909 Finlay fece uscire il "Thames Colour Plate", cioè il procedimento che incorporava il filtro e l'emulsione per fare una fotografia a colori in un'unica lastra. Entrambe le soluzioni però furono abbandonate dopo la prima guerra mondiale.

Una nuova versione migliorata fu realizzata alla fine degli anni Venti e commercializzata (anche se permangono dubbi sulla sua effettiva datazione e vendita) nel decennio successivo col nome "Finlay Positive Color Screen" o "Finlaychrome". In ogni caso, sembra che Finlaychrome fosse il principale rivale commerciale della Dufaycolor.

## Il processo Paget

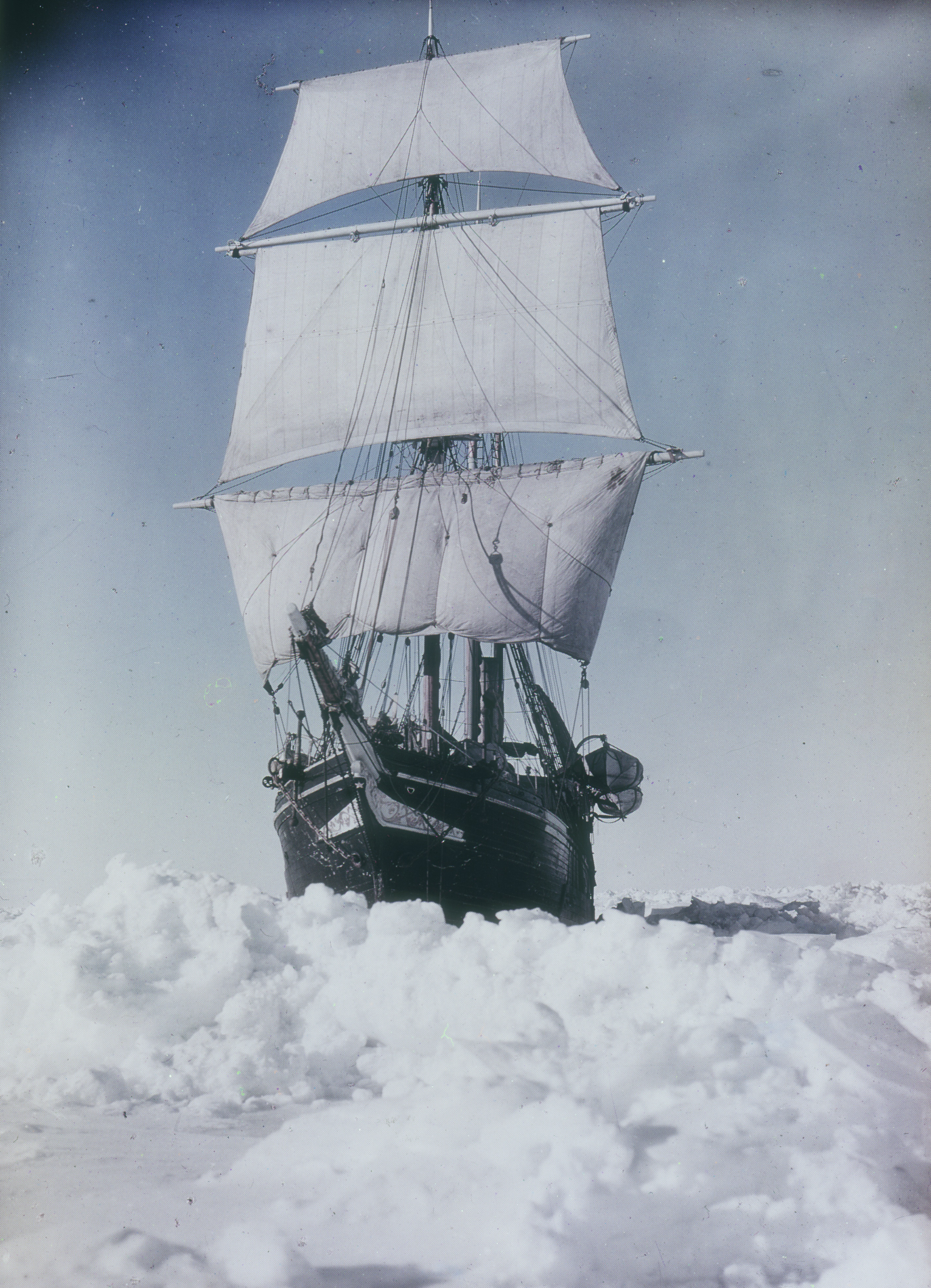
Spedizione Endurance, fotografia di Frank Hurley, 1915

Le notizie attorno all'inventore del "processo Paget" sono abbastanza scarne, tranne quelle provenienti dai registri parrocchiali e dai registri comunali: sposato con Harriet Charlotte Plumbe nel 1986, ebbe due figli Harriet Dorothy, nata nel 1888, e Sydney Philip, nato nel 1990. Dal 1881 fu dapprima assistente del padre e quindi comproprietario dell'azienda, assieme ad altri soci. Dopo che ebbe inventato il suo procedimento, la vendita delle lastre a colori Paget ebbe un successo moderato fino al 1914, ma la sua invenzione diede un importante contributo alla fotografia della prima guerra mondiale e della Spedizione Endurance con a bordo il fotografo australiano Frank Hurley che renderà celebri quelle immagini realizzate proprio con il processo Paget. Nel 1915 il brevetto verrà esportato anche begli Stati Uniti. Un'altra fotografa che abbandonerà l'autocromia fin dal 1913 a favore di Paget fu Sarah Angelina Acland.
La lastra a colori, oltre a quella bianconero, era costituita da quadrati rossi, verdi e blu posti in diagonale con il doppio dei quadrati blu rispetto a quelli rossi o verdi. J.H. Pledge misurò i quadrati: in media, 1/400 di pollice per il lato del quadrato blu e 1/300 di pollice per i quadrati verdi e rossi.

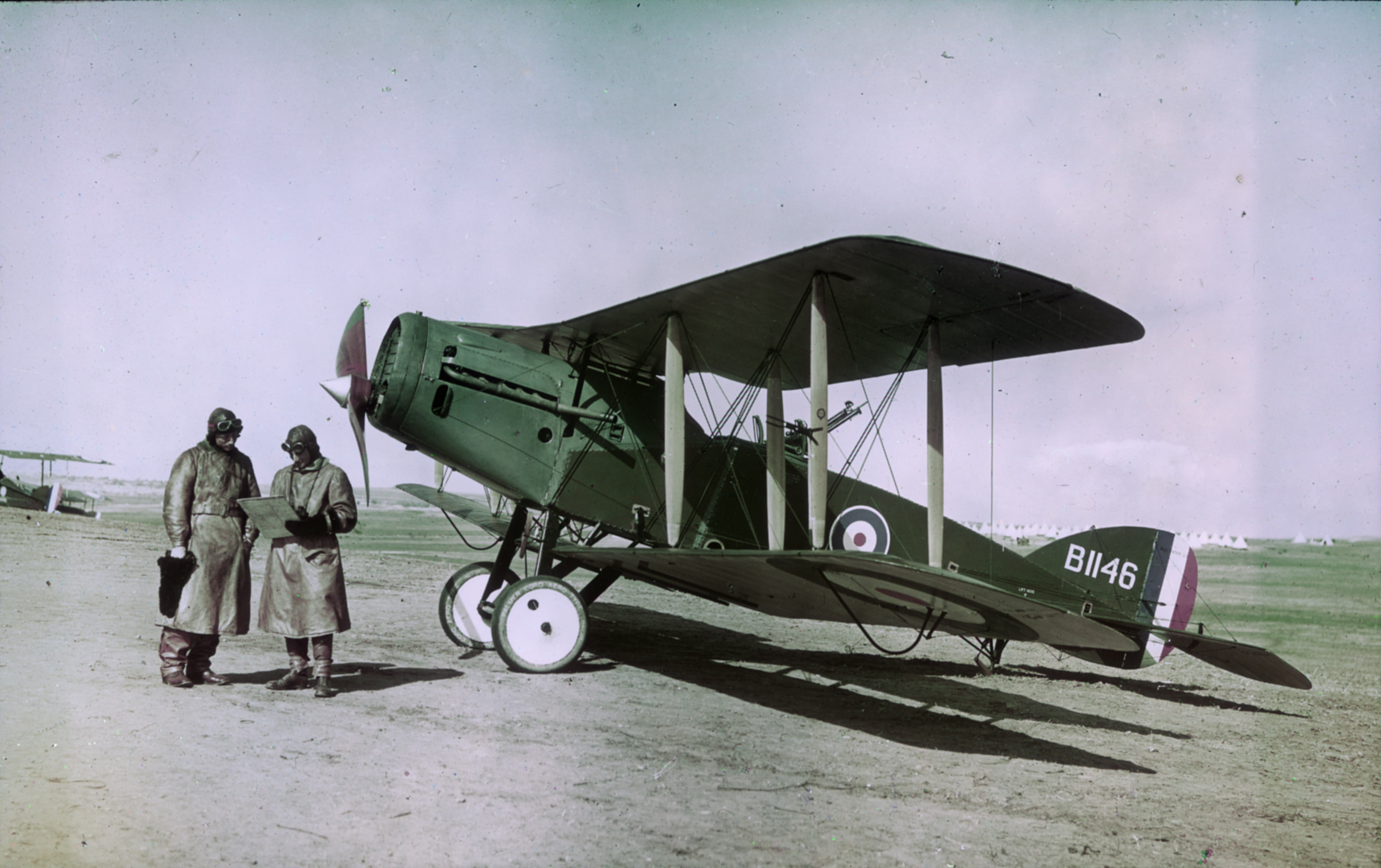
Magdala, Palestina, aerei da combattimento Bristol F.2 Fighter, foto di Frank Hurley, 1918

Nel 1920 la lastra della Paget fu rinominata "Duplex" continuando ad essere venduta fino al 1925, quando la vendita cessò a causa del costo eccessivo delle lastre. Il sistema Paget presentava l'indubbio vantaggio di avere un minore tempo di esposizione, almeno di 1/25 di secondo, rispetto alle autocromie, cioè almeno quattro volte più veloci nella cattura della fotografia. Aveva, inoltre, anche il vantaggio di un processo negativo/positivo con una lastra a colori separata e questo significava una prevalente semplicità nella riproduzione delle stampe e anzi anche la possibilità di una maggiore quantità stampe.
 
Paget aveva però anche degli svantaggi rispetto alle autocromie: quello ad esempio di ottenere dei colori pallidi, slavati, meno vividi rispetto a quelli che riuscivano a catturare con le autocromie. Nel 1921, l'azienda "Paget Prize Plate Company" divenne parte della "Amalgamated Photographic Manufacturers Ltd."